# モンタナ (小惑星)
モンタナ (797 Montana) は小惑星帯の小惑星である。デンマークの天文学者ホルガー・ティエレがドイツのベルゲドルフにあるハンブルク天文台で発見した。
ハンブルク天文台で初めて小惑星が発見されたことを記念して、ラテン語で「山」という意味の単語monsにちなんで命名された。